# Ghosting (beeld)

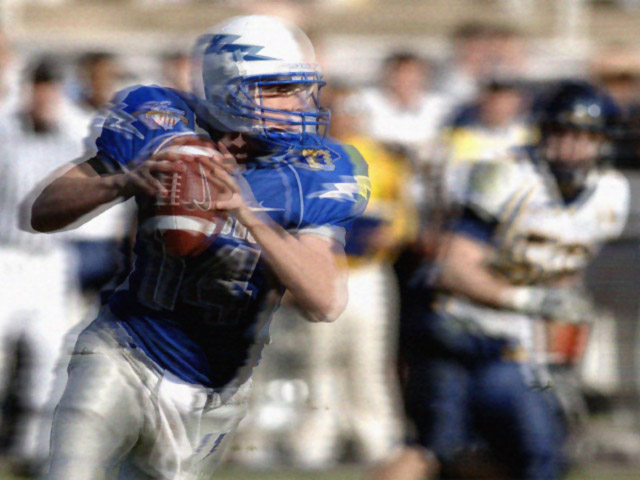
Een voorbeeld van ghosting op een televisiescherm

Ghosting is een Engelstalige term voor de weergave van een lichtgevende kopie van een beeld op een televisie of computerbeeldscherm. Twee beeldsignalen komen via een verschillend pad aan bij een beeldscherm, met een klein verschil in timing. Dit timingsverschil veroorzaakt de wazige en lichtgevende kopie van het beeld. Bij digitale beeldpanelen, zoals monitors en platte televisies, kan vooral het beeldscherm de snelle beweging niet bijhouden.

## Televisie
In analoge beeldtechniek wordt ghosting veroorzaakt door een impedantieverschil. Dit leidt ook tot ongewenste reflecties van het beeld, ook wel ringing genoemd. Een tweede oorzaak is de verstoring van een analoog signaalpad, wanneer frequentiegolven met een verschillende golflengte bij de ontvanger aankomen.
Het ghosting-effect is specifiek voor het videogedeelte, omdat dit signaal via een AM draaggolf wordt verstuurd. Het audiogedeelte wordt overgedragen via FM naar de ontvanger, en heeft als eigenschap het overmeesteren van de zwakkere signalen, het zogenaamde 'capture effect'.
Ghosting treedt ook op bij digitale beeldtransmissie en kan voorkomen wanneer interlaced video onjuist wordt deinterlaced. Dit is het converteren van interlaced video, zoals analoge televisiesignalen of 1080i-hdtv-signalen, in een niet-interlacete vorm.

## Computerbeeldscherm
Ghosting is bij computerbeeldschermen een effect dat optreedt wanneer het beeldscherm de snelle beweging niet kan bijhouden. Dit wordt veroorzaakt door een niet-overeenkomende vernieuwingsfrequentie tussen de grafische kaart en de monitor. Doordat pixels te langzaam van kleur veranderen, lijkt het alsof er een spookachtig spoor van het beeld nasleept.
Vooral IPS-panelen (In-Plane Switching) en VA-panelen (Vertical Alignment) staan erom bekend dat ze trage responstijden hebben.